# ホリエモン祭
ホリエモン祭（ホリエモンまつり、またはホリエモン万博(ホリエモンばんぱく)）は、堀江貴文がプロデュースしていた都市型フェス。日本各地や海外の都市で非定期的に開催されていた。

## 概要
日本の地域または海外で会場を貸し切り、対談・映画・合コン・食・物販などの様々なイベントを開催していた。堀江本人が出演しないイベントもあった。やついいちろうが渋谷のライブハウス数カ所を拠点として主催するフェス「やついフェス」からヒントを得て堀江が企画した。
イベントの企画・運営は、一般社団法人ホリエモン祭実行委員会が行っていた。
2020年3月に名古屋で行われたイベントを巡り、堀江のツイッターには批判コメントが殺到し、批判者との激しい応酬となったこともあり、今後の開催を取りやめる意向を示し、4月に大分県別府市で開催される予定だったイベントの中止と、以後に予定されていたイベントも開催しない方針を発表した（もし再開されたとしても、堀江自身は一切関与することはないとしている）。

## 開催都市一覧
これまでの開催年月日、開催地およびメイン会場については以下の通り。
| 開催年 | 開催日      | 開催地       | メイン会場                               |
| ------ | ----------- | ------------ | ---------------------------------------- |
| 2017   | 2月4日      | 六本木       | Zeppブルーシアター六本木                 |
| 2017   | 3月11日     | 九州         | The Company                              |
| 2017   | 5月6日      | 名古屋       | 万松寺 白龍                              |
| 2017   | 6月25日     | 大阪         | 大阪市中央公会堂                         |
| 2017   | 8月6日      | 仙台         | 仙台サンプラザ                           |
| 2017   | 8月26日     | 香川         | 丸亀スタジアム                           |
| 2017   | 11月4日     | セブ島       | QQEnglish シーフロント校                 |
| 2018   | 2月3日・4日 | 六本木       | ベルサール六本木コンファレンスセンター   |
| 2018   | 2月17日     | 沖縄         | N高等学校（旧：うるま市立伊計小中学校）  |
| 2018   | 7月7日      | 秋葉原       | ベルサール秋葉原                         |
| 2018   | 9月8日      | 上海         | 虹橋進口商品展示交易中心                 |
| 2018   | 9月30日     | 大阪         | 近畿大学                                 |
| 2018   | 11月10日    | 仙台         | 楽天イーグルス宮城球場                   |
| 2018   | 11月17日    | 名古屋       | 名古屋インターナショナルレジェンドホール |
| 2019   | 2月2日・3日 | 六本木       | ベルサール六本木コンファレンスセンター   |
| 2019   | 3月16日     | タリン       | タリン工科大学 MEKTORY                   |
| 2019   | 3月24日     | 大阪         | 味園ユニバース                           |
| 2019   | 4月2日      | 別府         | ビーコンプラザ                           |
| 2019   | 7月5日      | パリ         | Station F                                |
| 2019   | 10月12日    | シンガポール | マリーナベイ・サンズ                     |
| 2019   | 11月17日    | ミラノ       | Tenoha Milano                            |
| 2020   | 1月11日     | 函館         | 函館アリーナ                             |
| 2020   | 2月1日・2日 | 六本木       | ベルサール六本木                         |
| 2020   | 3月22日     | 名古屋       | 金山                                     |
| 2020   | 4月5日      | 別府         | ビーコンプラザ（中止）                   |